# 散财宴

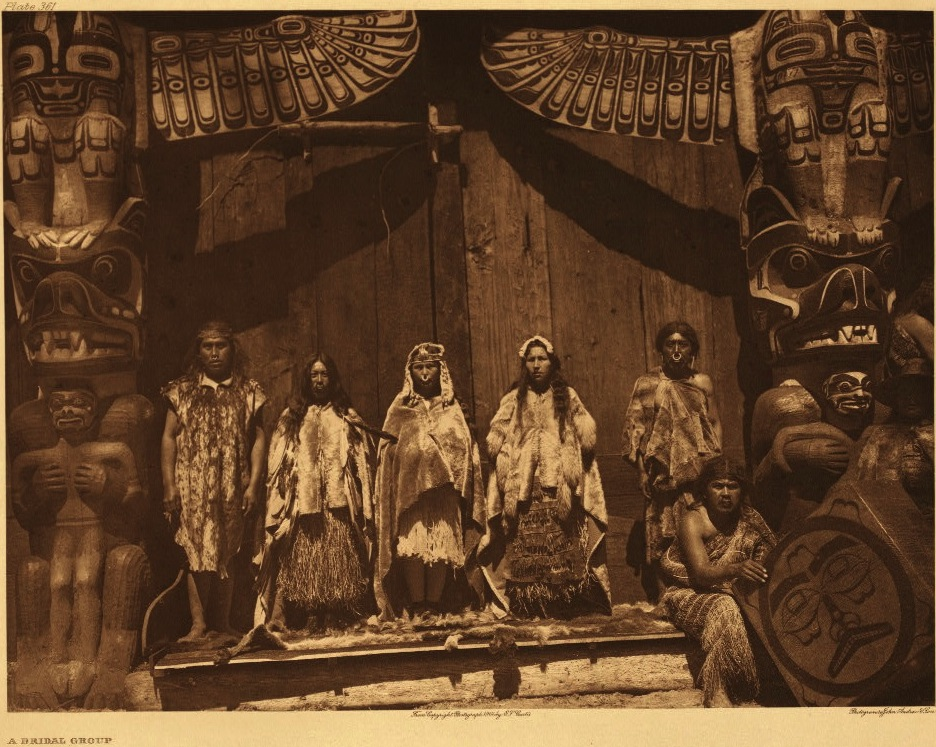
夸夸嘉夸人散财宴上的舞者和歌者，爱德华·柯蒂斯摄于1914年

散财宴（英語：potlatch）又译赠礼宴、誇富宴、誇富禮，是北美洲原住民的一种赠礼仪式，主要流行于海达人、努霍尔克人、特林吉特人、钦西安人、努查努阿特人、夸夸嘉夸人、沿海萨利什人等西北太平洋海岸族群。散财宴是对英文“potlatch”一词的意译。“potlatch”一词直接源于西北太平洋海岸族群的通用语奇努克混合语，意为“礼物”或“赠送”。其最根本的词源要追溯到努查努阿特语的词汇“paɬaˑč”，意为仪式性的赠礼。
在散财宴上，东道主会赠送财物给参加者、甚至毁坏财物，以展现其财富及权威。在欧洲人到来之前，礼品主要包括蜡烛鱼、油脂和干货等便于储存的食物，还包括独木舟和奴隶；欧洲人到来之后，礼品种类增多，包含许多贸易品；贵族之间开始赠送具装饰性的铜片。散财宴还具有社会和宗教意义，在散财宴期间会举办诸多政治性和社会性的仪式，如命名、授予头衔、结婚、离婚、送葬、哀悼期结束、资产转让、收养、成人、合约商定、纪念、祭拜祖先等，可加强家族、氏族、民族之间，以及凡间与超自然世界之间的联系。散财宴也是西北太平族群的经济制度之一，在散财宴期间，参与者会共同讨论、协商领地和财产的分配和使用，因此散财宴是其礼物经济的最主要体现。散财宴上会有盛大的奏乐、舞蹈、歌唱、演说和讲故事活动，亦会进行一些娱乐游戏。超自然崇拜仪式和口头历史的传诵仪式是许多散财宴的核心活动。
19世纪的欧洲人认为散财宴妨碍他们同化印第安人，传教士威廉·邓肯在1875年曾说散财宴是“印第安人成为基督徒或文明人的最大障碍”。加拿大政府在1876年出台《印第安人法》（Indian Act），并在1885年将散财宴禁令（Potlatch ban）作为修订条款之一纳入其中。因此，许多散财宴仪式转入地下，期间仍有许多人类学家对散财宴加以研究。散财宴禁令到1951年被解除，许多民族恢复举行散财宴。如今，散财宴重新成为许多太平洋海岸部落行使其传统行政权力的主要办法，也是西北太平洋海岸族群重要的文化象征。